# Flagge von Honduras
Die Flagge von Honduras wurde am 18. Januar 1949 offiziell eingeführt.

## Bedeutung
Die beiden blauen Balken symbolisieren den Pazifik und den Atlantik, die beiden Meere, an denen Honduras gelegen ist.
Als Ausdruck der Hoffnung auf eine neue Föderation der mittelamerikanischen Staaten wurden 1866 fünf blaue Sterne in den weißen Mittelstreifen gesetzt, welche für die ehemaligen Mitglieder der Zentralamerikanischen Konföderation stehen. Der mittlere Stern steht für Honduras selbst, da es der zentrale Staat Mittelamerikas ist.

## Geschichte
Die Flagge von Honduras basiert auf der blau-weiß-blauen Fahne der Zentralamerikanischen Föderation. Honduras trat 1838 aus diesem Bündnis aus, hielt aber wie die anderen ehemaligen Mitgliedstaaten (El Salvador, Nicaragua, Guatemala, Costa Rica) an diesen Farben fest.
Als Mitglied der Zentralamerikanischen Konföderation benutzte Honduras seit dem 21. August 1823 die Flagge des Staatenbundes. Am 3. Oktober 1825 wurde das erste Staatswappen von Honduras – sehr ähnlich dem heutigen – geschaffen. Es ist jedoch unbekannt, ob dieses auch auf der Flagge gezeigt wurde. Als 1839 die Konföderation aufgelöst wurde, verwendete Honduras weiterhin deren Flagge; ob diese mit dem eigenen Staatswappen versehen wurde, ist auch in diesem Fall nicht bekannt. Am 16. Februar 1866 wurde ein Gesetz für die erste eigenständige Nationalflagge verabschiedet. In dieser wurden im mittleren weißen Streifen fünf fünfzackige, blaue Sterne als Symbole festgelegt. Da die Position der Sterne nicht genau beschrieben war (das geschah erst in einem Gesetz aus dem Jahr 1949) wurden offenbar unterschiedliche Modelle benutzt. So gibt es ältere Abbildungen, die die Sterne mit der Spitze nach unten oder aber auch halbkreisförmig angeordnet, abbilden. Vom 1. November 1898 bis zum 30. November 1898 benutzte Honduras als Mitglied der 1895 gegründeten „Zentralamerikanischen Großrepublik“ die Flagge dieses kurzlebigen Staatenbundes. Da in dieser Flagge die Sterne goldfarben dargestellt waren, wurden offenbar viele Flaggen in Honduras nach 1898 mit goldfarbenen Sternen produziert und auch so benutzt. Am 27. September 1933 wurde ein Dekret verabschiedet, das eine Abbildung als Vorlage für die Nationalflagge enthielt. Erst am 18. Januar 1949 wurden mit exakten Spezifikationen alle Maße und die Farbe der Flagge genau reguliert. Nach diesem Dekret sollten die blauen Streifen und Sterne türkisblau sein, allerdings wurde dies bis 2022 nicht umgesetzt und die dunkelblaue Farbe belassen. Erst die 2022 inaugurierte Präsidentin Xiomara Castro änderte im Januar 2022 den Blauton.

Zentralamerikanische Konföderation, 21. August 1823 – 22. November 1824
Zentralamerikanische Konföderation, 22. November 1824 – 16. Februar 1866

Honduras, seit 16. Februar 1866
Honduras, seit 16. Februar 1866 (Variante)

Zentralamerikanische Großrepublik, 1. November 1898 – 30. November 1898
Honduras, um 1898 in Gebrauch
Honduras, ab dem 27. September 1933 bis 18. Januar 1949
Flagge von 1949–2022
Flagge seit 2022

## Weitere Flaggen von Honduras

Seekriegsflagge
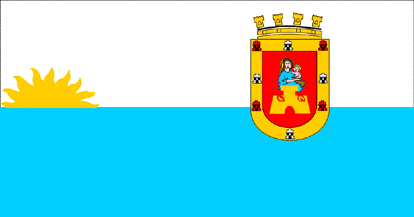
Departamento Colón und seine Hauptstadt Trujillo